# Laurent Alekno
Laurent Władimirowicz Alekno (ros. Лоран Владимирович Алекно; ur. 18 września 1996 w Tours) – rosyjski siatkarz, grający na pozycji rozgrywającego. 
Jego ojcem jest Władimir Alekno. Były siatkarz a obecnie trener Zenitu Kazań i przez kilka lat reprezentacji Rosji. Rodzice nadali mu imię Laurent po przyjacielu, z którym się przyjaźnili, kiedy jego ojciec grał we Francji. Pod koniec maja 2021 roku ogłosił zakończenie kariery siatkarskiej.

## Sukcesy klubowe
Superpuchar Rosji:
- 2017, 2018, 2020

Puchar Rosji:
- 2017, 2018, 2019

Klubowe Mistrzostwa Świata:
- 2017
- 2019

Mistrzostwo Rosji:
- 2018
- 2019, 2020

Liga Mistrzów:
- 2018
- 2019